# لاندو كاليريسيان
لاندو كالريسيان هي شخصية خيالية من سلسلة ستار ورز، أول ظهور له في الجزء الخامس: الإمبراطورية تعيد الضربات (1980)، قٌدم لاندو كصديق قديم لـ هان سولو، قبل أحداث الفيلم، كان هو المالك الأصلي للمركبة المشهورة (Millennium Falcon) إلى ان خسرها لهان سولو في رهان، أصبح المدير في مدينة السحاب على كوكب الغازي بسبين (Bespin) وفي الفلم، قام بخيانة صديقه هان سولو لأجل دارث فيدر في فيلم عودة الجيداي (1983)، أصبح جنرالاً في حالف المتمردين ويقود الهجوم على نجم الموت الثاني، شخصية لاندو تظهر في ثلاثية الأفلام الرئيسية وسيظهر أيضا في الجزء التاسع من حرب النجوم (2019)، لتكون واحدة من أطول الفترات الفاصلة بين تصوير شخصية من قبل نفس الممثل في تاريخ الأفلام الأمريكية.
دونالد جلوفر مثل شخصية لاندو وهو شاب في فيلم سولو: قصة من حرب النجوم، كما يظهر لاندو بشكل متكرر في عالم روايات ستار ورز.

## الظهور

### الافلام
مثل بيلي دي ويليامز لاندو في فيلم The Empire Strikes Back (1980) ، و Return of the Jedi (1983) ، و The Rise of Skywalker (2019) ، ودونالد جلوفر في فيلم Solo: A Star Wars Story (2018). في فيلم The Empire Strikes Back (1980) ، و Return of the Jedi (1983) ، و The Rise of Skywalker (2019) ، ودونالد جلوفر في فيلم Solo: A Star Wars Story (2018).

### الثلاثية الاصلية
ظهر لاندو لأول مرة في The Empire Strikes Back مسؤولا عن مدينة الغيوم، وهو صديق قديم لهان سولو (هاريسون فورد)، والمالك السابق لسفينة هان، ميلينيوم فالكون. 
عندما وصل هان والأميرة ليا (كاري فيشر) وتشوباكا (بيتر مايهيو) و C-3PO (أنتوني دانيلز) إلى مدينة الغيوم، يرحب لاندو بهم كضيوف شرف - ثم خيانتهم لدارث فيدر (مثل الدور ديفيد براوز)، الذي يخطط لاستخدامهم طعما لإيقاع لوك سكاي ووكر (مارك هاميل). وافق لاندو على مضض على خيانة هان ورفاقه بعد أن هدد فيدر بوضع مدينة الغيوم تحت سيطرة إمبراطورية المجرة إذا رفض. سمح لاندو لفيدر بتجميد هان في الكربونيت ومنحه لصائد الجوائز بوبا فيت (جيريمي بولوك)؛ عندما يأخذ فيدر ليا وتشوباكا سجناء، فأن ضمير لاندو يتغلب عليه، وعن طريق الإخلاء لمدينة الغيوم يساعدهم على الهروب في مركبة الفالكون. ساعد لاحقًا في إنقاذ لوك من الجانب السفلي من مدينة الغيوم. بعد ذلك، يعد بالمساعدة في العثور على هان.